# Yngwie Malmsteen LIVE!!
LIVE! е концертен албум на китариста Ингви Малмстийн, издаден през 1998 г. Албумът е записан на концерта в Бразилия през 1998 г., по време на световното турне на Малмстийн.

### Диск 1
1. My Resurrection – 5:38
2. Facing the Animal – 4:21
3. Rising Force – 5:08 (Джо Лин Търнър, Малмстийн)
4. Bedroom Eyes – 5:54 (Йоран Едман, Малмстийн)
5. Far Beyond the Sun – 9:14
6. Like an Angel – 6:08
7. Braveheart – 4:52
8. Seventh Sign – 6:44
9. Trilogy Suite – 15:03

### Диск 2
1. Gates of Babylon – 7:45 (Рони Джеймс Дио, Ричи Блекмор)
2. Alone in Paradise – 4:54
3. Pictures of Home – 4:38 (Иън Гилън, Блекмор, Роджър Глоувър, Джон Лорд, Иън Пейс)
4. Never Die – 6:56
5. Black Star – 7:18
6. I'll See the Light, Tonight – 4:48 (Джеф Скот Сото, Малмстийн)

## Състав
- Ингви Малмстийн – китари, вокал на Red House
- Матс Левън – вокал
- Бари Дънауей – бас
- Матс Олаусон – клавишни
- Йонас Остман – барабани